# 天孫氏
天孫氏（てんそんし）は、琉球最初の王統とされる氏族で、天孫氏王統とも呼ばれる。

## 経歴

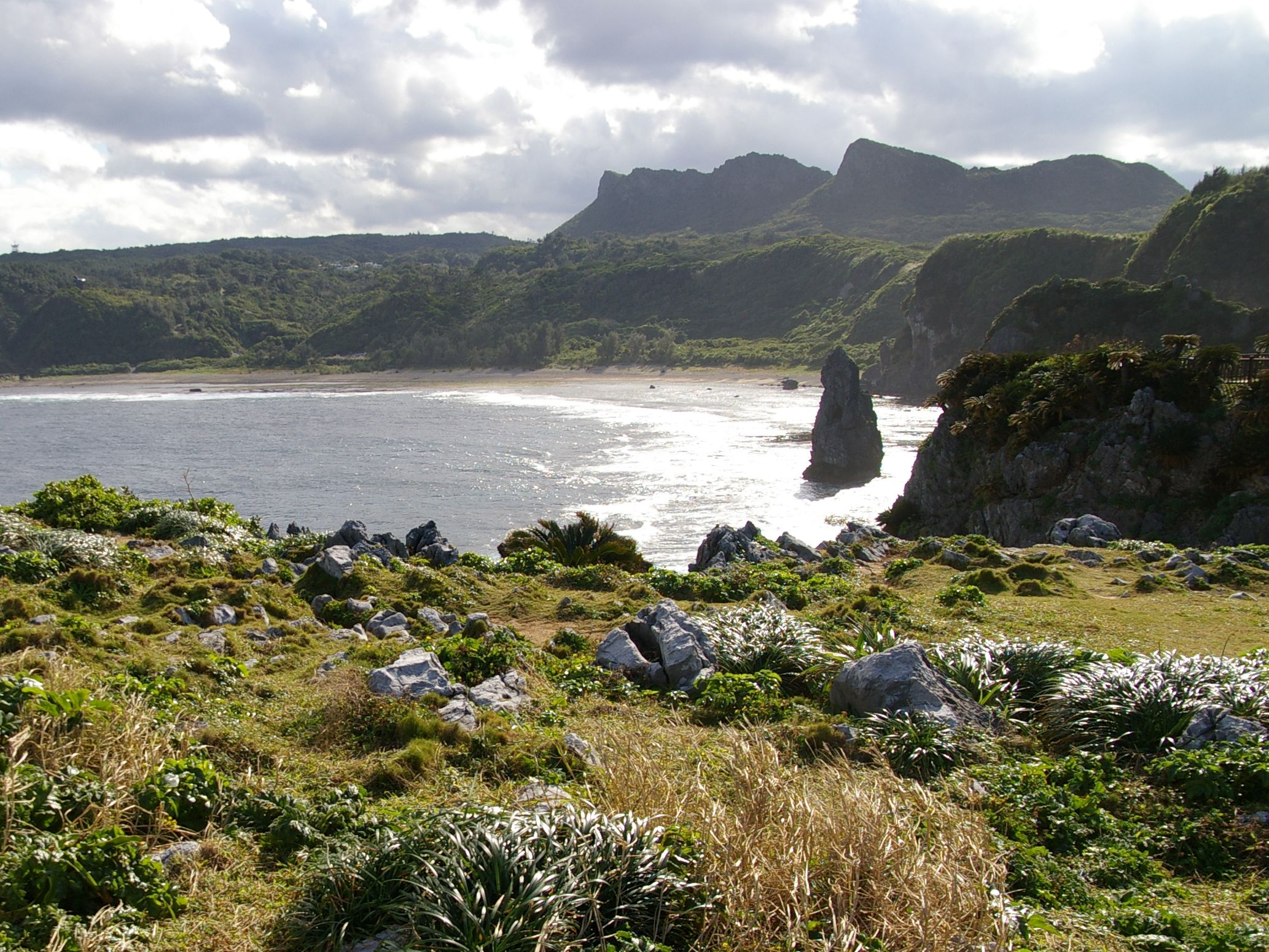
阿摩美久が最初に創ったとされる安須森（画像右上）、沖縄県国頭郡国頭村の辺戸岬にて。

天孫氏は琉球最初の王統とされるが、王の起源を説くための神話時代における王統で、伝承上でも実在しない。

### 天地開闢
天孫氏に関する記述は、『中山世鑑』（1650年）に古くからみえる。『中山世鑑』では、琉球開闢の際に、天の城に住む天帝が阿摩美久（アマミク、アマミキヨ）に、神々が暮らせる「島」を創るよう命じた。この「島」というのは、地形的な意味での島ではなく、集落と御嶽ではないかと思われる。まず最初に、国頭村辺戸に安須森（アスムイ、アシムイ）を、次に今帰仁村のカナヒヤブ、斎場御嶽などを創った。しかし、数万年経過したものの、人々は未だ居らず、このままでは神の霊威を顕わすことができないので、天帝は自分の子供である男女を地上に降ろした。その後、二人は三男二女をもうけ、それぞれ長男は国王、次男は按司、三男は百姓、長女は君々（上級神女）、次女はノロの始まりとされる。長男は「天孫氏」と名乗り、国の主として統治したという。『中山世譜』（1725年）には、地上に降り立った男女の子孫から「天帝子」が誕生し、その長男が「天孫氏」であるとし、さらに後世の言い伝えでは、天帝子、天太子、天孫氏という順で称している。また1875年の『聞得大君御殿並御城御規式之御次第』には、「天タイシ」と「天テイシ」の子供の一人が天孫氏の開祖になったとあり、「天タイシ」は天帝子を表すもので、「天テイシ」とは別の神であると思われる。

### 統治期間
『中山世譜』によると、天孫氏の統治は、乙丑に始まり、丙午の年になるまでの間、およそ1万7802年、25代にわたって続いたという。平均すると、一代あたり約712年間を統治したことになる。期間を表している干支と年数に関して、多くの研究者は全く触れないか、もしくは荒唐無稽であるとしている。しかし、東恩納寛惇によれば、始まりの乙丑の年は、「流求」の名が歴史的に現れた大業元年（605年）と同じであるため、これから取り入れたと考え、また、滅亡した丙午の年は舜天が即位した1187年（淳煕14年）の前年にあたるとし、すなわち1186年（淳煕13年）を天孫氏が滅亡した年としたのではないかと述べている。

### 事績と姓名
『中山世譜』によれば、天孫氏は人民に食事、住居、農業、塩や酢の製法を教え、また彼らは、沖縄を「国頭（くにがみ）」・「中頭（なかがみ）」・「島尻（しまじり）」に区分、さらに、間切や按司を設置したと記している。そして、中山にはじめて城都を建築し、これを「首里（しゅり）」としたという。しかし、首里城の築城時期の詳細は不明で、察度もしくは第一尚氏の尚巴志王代の説があるが、首里城正殿で行われた発掘調査では、それ以前の14世紀前半から中頃までには築かれていたと考えられる。
天孫氏は25代続いたといわれているが、各代の姓名は不伝である。高良倉吉は、その理由について、「天帝」という神様の子孫とするなど神話的に語られていることに関係し、実在しない王統をあたかも存在していたかのように史記に記したために、王の名前を明示しえなかったと述べている。また『中山世譜』で、前述のように天孫氏の事績を説明した後に、「遥かに古い時代で、また記録を知らない時代でもあり、さらに度重なる動乱も起きていたので、天孫氏25代の王の姓名は全くもって不明」とし、これに対し、高良は「たいへん苦しいコメント」と述べた。

### 王統の終焉
『中山世譜』には、天孫氏は王位を継承して政治を行っていたが、その後、徳が衰え、政（まつりごと）が廃止され、按司の多くは背いてしまったとある。天孫氏25代の時、臣下の利勇に殺害され、王位を奪われたという。『中山世鑑』によれば、毒を盛った酒を薬と偽って献上し飲ませたところ、吐血して亡くなったという。これにより、国は大きく乱れたが、利勇は後の舜天となる尊敦に討たれ、舜天は新しい王統を建てたという。

## 伝説上の主な系譜
（『古琉球三山由来記集』より）

### 恩金松兼王
- 恩金松兼王（25代）
  - 浦添王子（太子、祀瀬長島）
  - 豊見城王子（次子、祀勝連比嘉）
  - 勝連王子（三子、祀座間味）
  - 西原王子（四子、伝伊祖城主）
    - 恵祖世主（伝）
      - 英祖（伝）

  - 聞得大君加那志（女、祀浦添牧港）
  - 中城王子（五子、浦添謝名）
    - 後代：奥間大親（伝）
      - 察度（伝）

  - 今帰仁王子（六子、伝今帰仁城主）
  - 国頭王子（七子、伝伊是名城主）
  - 大宜見王子（八子、伝渡加計呂麻島）
  - 大里王子（九子、祀島尻高嶺）
  - 玉城王子（十子、祀勝連平屋敷）
  - 祝女加那志（女、祀浦添伊祖）